# 나인틴 쉿 상상금지
"나인틴 쉿 상상금지"은 2015년에 개봉한 대한민국의 영화이다.

## 캐스팅
주연
- 최원준
- 한세이
- 김민기
- 이재인
- 김청순
- 장문영
- 황지후
- 유지현
- 차보성
- 박정윤
- 서승현
- 소라
- 라희

## 같이 보기

### 같은 감독의 다른 영화
- 오빠가 돌아왔다
- 노르웨이의 숲
- 피해자들
- 하늘을 걷는 소년